# Udaj
Der Udaj (ukrainisch Удай) ist ein rechter Nebenfluss der Sula mit einer Länge von 327 Kilometern. Der zum Flusssystem des Dneprs gehörende Fluss entwässert ein Gebiet von 7.030 km². Die Quelle des Udaj befindet sich in der zentralukrainischen Oblast Tschernihiw in der Nähe des Dorfes Rosnischky. Von dort fließt er in weiten Bögen in Richtung Südosten, wo er schließlich auf dem Gebiet der Oblast Poltawa etwa zehn Kilometer nordöstlich von Lubny in die Sula mündet. Der Höhenunterschied zwischen Quelle (ca. 134 m) und Mündung (87 m) beträgt lediglich knapp 50 Meter. Hierdurch weist der Fluss ein sehr geringes Gefälle und eine niedrige Fließgeschwindigkeit auf, was dazu führt, dass die Ufer teilweise stark versumpft sind.
Größere Nebenflüsse sind: Lyssohir (61 km lang, 1.042 km² Einzugsgebiet), Mnoha (58 km lang, 589 km² Einzugsgebiet) und Perewid (68 km lang, 1.042 km² Einzugsgebiet).
Größere Ortschaften am Udaj sind Pryluky und Pyrjatyn.